# Jonas Brothers World Tour 2009
Jonas Brothers World Tour 2009 es el sexto tour del trío de cantantes de rock Jonas Brothers, el cual inició el 9 de mayo del 2009 en el Atlantis Live de Atlantis Paradise Island en las Bahamas, con el cual dieron inicio al tour más ambicioso de los Jonas, ya que dieron concierto en múltiples continentes del mundo. Tuvieron como artista de apertura a Honor Society y contaron como invitada especial a Jordin Sparks (excepto en Sudamérica) y Demi Lovato (sólo en Sudamérica, excepto en Venezuela), (Demi Lovato no se pudo presentar en Chile debido a que entró a rehabilitación)

## Información

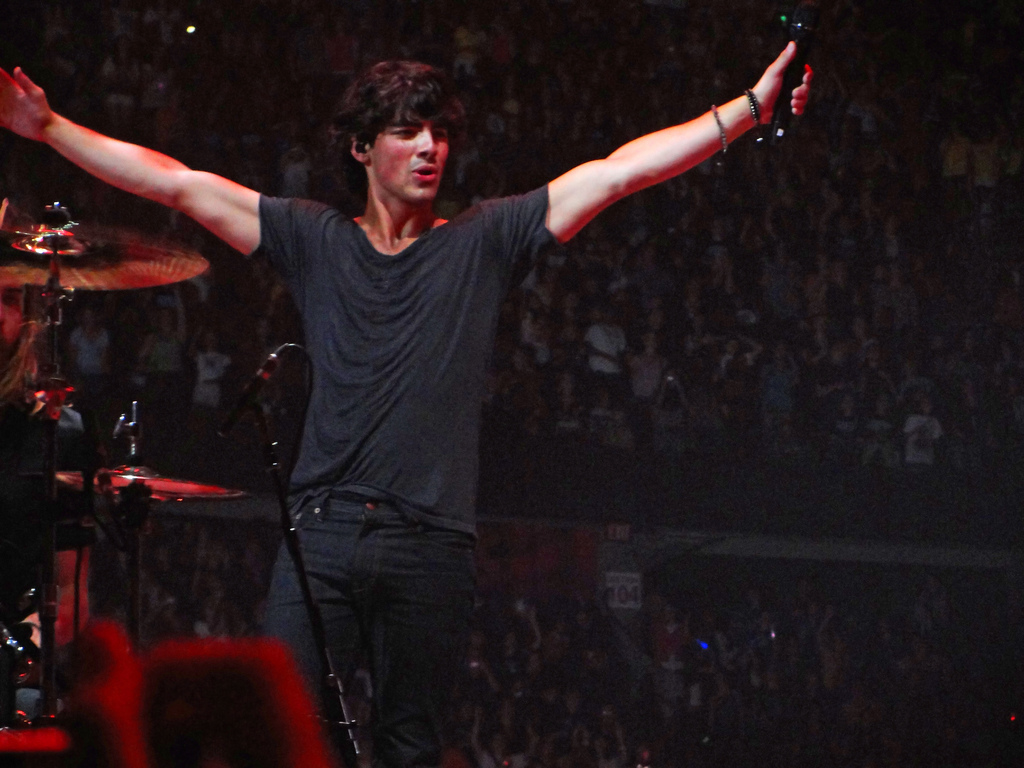
Joe Jonas.

El World Tour 2009 se presentó, en los meses de mayo a noviembre, con un total de 86 shows divididos en Europa, Norteamérica, y Sudamérica, será el tour más grande para los partibles JONAS, ya que en su gira anterior Burnin' Up Tour se presentaron en 48 conciertos en Estados Unidos, Canadá , lo cual convierte a esta gira en la más exitosa de su carrera. Las fechas y lugares de los conciertos se dieron a conocer oficialmente en su página web oficial en el mes de marzo.
El Tour comenzó en Latinoamérica, dividiendo seis shows, comenzando por Perú, Chile, Argentina, Brasil; éste show contó con la participación especial de la cantautora Demi Lovato, lo que convirtió al tour en un éxito por Latinoamérica.
El Tour arribó brevemente en tres países de Europa. El show continuó, para arribar en Norteamérica, donde un total de 53 conciertos se dieron con un total éxito, divididos entre Estados Unidos, Canadá , finalizando la gira por esta zona.
En el concierto que los Jonas que ofrecieron el 19 de mayo en Lima, Perú en Estadio Nacional, se vendieron más de 28 mil entradas en menos de 2 horas, debido al éxito obtenido en Perú se programó un segundo concierto en la misma localidad el 18 de mayo vendiendo 23 mil entradas en las primeras horas.
El Tour arribó brevemente en tres países de Europa. El show continuó, para arribar en Norteamérica, donde un total de 53 conciertos se dieron con un total éxito.
El 17 de septiembre de 2009 fueron aunciadas seis nuevas fechas para Latinoamérica en el MySpace oficial del grupo. Países como República Dominicana, Puerto Rico, Venezuela, Panamá, fueron incluidas en el tour, para la semana final de octubre. 
Las actuaciones del 7 de noviembre en Zúrich fueron canceladas porque Nick sufrió un cuadro de infección respiratoria.
Asimismo ya se tienen pautadas las fechas de la segunda presentación en Europa, esta vez con más fechas agendadadas entre el mes de noviembre. Se anunciaron otra fecha en esta fase de Europa, por segunda vez un concierto en Francia para el 26 de noviembre de ese año. Y un concierto el 13 de diciembre en San Juan Puerto Rico siendo esta la última fecha del tour.

## Escenario
El escenario durante la Leg 1, 2 y 3 fue tradicional, ya que la mayoría de los sitios de presentación eran espacios abiertos y con asientos fijos por lo que la visibilidad era diferente para los espectadores según sus asientos y zonas respectivas.
El escenario en la Leg 4 (Europa) será circular, y de 144 pies de ancho para permitir una mejor visualización de la audiencia. Se incorporan muchas características tales como una gran pantalla circular de agua, láser y efectos de vídeo automatizado y una grúa gigante que se extiende sobre la audiencia. El escenario es idéntico al utilizado en la gira de Britney Spears, llamada "The Circus Starring: Britney Spears"

## Actos de apertura
| Demi Lovato |
| --- |
| 1. La La Land 2. Gonna Get Caught 3. Until You're Mine 4. Trainwreck 5. Party 6. Two Worlds Collide 7. Catch Me 8. On The Line 9. Don't Forget 10. Remember December 11. Here We Go Again 12. Get Back |

| Jordin Sparks                                                                                              |
| --- |
| 1. One Step at a Time 2. Young and In Love 3. Walking On Snow 4. S.O.S. 5. Tattoo 6. No Air 7. Battlefield |

| Wonder Girls                                                                                   |
| ---------------------------------------------------------------------------------------------- |
| 1. Over You 2. Nobody Has To Know 3. See U In The Dark 4. Full Moon Crazy 5. Where Are You Now |

| Jacopo Sarno                                                                                             |
| --- |
| 1. Anche a Primavera 2. E' Tardi 3. In Ogni Attimo 4. Non So Volare 5. Vent'anni 6. Ho Voglia di Vederti |

## Lista de canciones
| América del Sur |
| --- |
| 1. That's Just The Way We Roll 2. Shelf 3. Hold On 4. BB Good 5. Goodnight and Goodbye 6. Video Girl 7. Gotta Find You 8. This Is Me 9. A Little Bit Longer 10. Paranoid 11. Lovebug 12. Tonight 13. Year 3000 14. When You Look Me in the Eyes 15. Play My Music 16. S.O.S. 17. Burnin' Up |

| América del Norte |
| --- |
| 1. Paranoid 2. Poison Ivy 3. Live To Party 4. Play My Music 5. That's Just The Way We Roll 6. Fly with Me 7. A Little Bit Longer 8. Much Better 9. Year 3000 10. Tonight 11. Gotta Find You 12. Turn Right 13. When You Look Me in the Eyes 14. Don't Close The Book (on certain dates with Honor Society) 15. Sweet Caroline (Neil Diamond Cover) 16. Hold On 17. BB Good 18. World War III 19. Battlefield (duet with Jordin Sparks) 20. Lovebug 21. S.O.S. 22. Burnin' Up |

| América del Norte (orden alternativo) |
| --- |
| 1. Paranoid 2. That's Just The Way We Roll 3. Poison Ivy 4. Hold On 5. Play My Music 6. Fly with Me 7. Black Keys / A Little Bit Longer 8. Much Better 9. Year 3000 10. Small part of The Black Eyed Peas' "I Gotta Feeling" which leads into... 11. Tonight 12. Gotta Find You 13. This is Me featuring Demi Lovato (special guest in Toronto) 14. Turn Right 15. When You Look Me in the Eyes 16. Sweet Caroline (Neil Diamond cover) 17. Live to Party 18. BB Good 19. World War III 20. Battlefield - Jordin Sparks w/ Jonas Brothers 21. Lovebug 22. S.O.S. 23. Burnin' Up |

| Puerto Rico |
| --- |
| 1. Paranoid 2. That's Just The Way We Roll 3. Poison Ivy 4. Hold On 5. Play My Music 6. Just Friends 7. Fly with Me 8. Black Keys / A Little Bit Longer 9. Shelf 10. Year 3000 11. Gotta Find You 12. Can't Have You 13. Before The Storm (Solo Version) 14. Video Girl 15. Pushin' Me Away 16. BB Good 17. Lovebug 18. When You Look Me in the Eyes 19. S.O.S. 20. Burnin' Up |

| Europa (mes de junio) |
| --- |
| 1. Paranoid 2. Poison Ivy 3. Shelf 4. Hold On 5. BB Good 6. Play My Music 7. That's Just The Way We Roll 8. Much Better 9. Fly with Me 10. Gotta Find You 11. This Is Me 12. A Little Bit Longer 13. I'm Gonna Getcha Good 14. Turn Right 15. Still In Love With You 16. Tonight 17. Year 3000 18. When You Look Me in the Eyes 19. Hello Beautiful 20. World War III 21. Lovebug 22. Burnin' Up - Encore: 1. Before The Storm 2. Live To Party 3. S.O.S. |

| Europa (mes de noviembre) |
| --- |
| 1. Paranoid 2. That's Just The Way We Roll 3. Poison Ivy 4. Hold On 5. Play My Music 6. Fly with Me 7. Black Keys / A Little Bit Longer 8. Much Better 9. Year 3000 10. Small part of The Black Eyed Peas' "I Gotta Feeling" which leads into... 11. Tonight 12. Gotta Find You 13. Turn Right 14. When You Look Me in the Eyes 15. Sweet Caroline (cover) 16. Video Girl 17. BB Good 18. Still In Love With You 19. Lovebug 20. S.O.S. 21. Burnin' Up |

## Fechas del Tour
| Sudamérica Primera Parte    |                                    |                      |                                               |
| Fecha                       | Ciudad                             | País                 | Lugar                                         |
| 18 de mayo de 2009          | Lima                               | Perú                 | Estadio Nacional                              |
| 19 de mayo de 2009          | Lima                               | Perú                 | Estadio Nacional                              |
| 20 de mayo de 2009          | Santiago de Chile                  | Chile                | Club Hípico                                   |
| 21 de mayo de 2009          | Buenos Aires                       | Argentina            | Estadio Monumental                            |
| 23 de mayo de 2009          | Río de Janeiro                     | Brasil               | Apoteose                                      |
| 24 de mayo de 2009          | São Paulo                          | Brasil               | Morumbi                                       |
| Europa Primera Parte        |                                    |                      |                                               |
| Fecha                       | Ciudad                             | País                 | Lugar                                         |
| 13 de junio de 2009         | Madrid                             | España               | Palacio de Deportes de la Comunidad de Madrid |
| 14 de junio de 2009         | París                              | Francia              | Le Zénith                                     |
| 15 de junio de 2009         | Londres                            | Inglaterra           | Wembley Arena                                 |
| Norteamérica Primera Parte  |                                    |                      |                                               |
| Fecha                       | Ciudad                             | País                 | Lugar                                         |
| 20 de junio de 2009         | Arlington                          | Estados Unidos       | New Cowboys Stadium                           |
| 22 de junio de 2009         | Tulsa                              | Estados Unidos       | BOK Center                                    |
| 24 de junio de 2009         | Denver                             | Estados Unidos       | Pepsi Center                                  |
| 26 de junio de 2009         | Nampa                              | Estados Unidos       | Idaho Center                                  |
| 27 de junio de 2009         | Portland                           | Estados Unidos       | Rose Garden Arena                             |
| 28 de junio de 2009         | Tacoma                             | Estados Unidos       | Tacoma Dome                                   |
| 30 de junio de 2009         | Vancouver                          | Canadá               | General Motors Place                          |
| 2 de julio de 2009          | Edmonton                           | Canadá               | Rexall Place                                  |
| 4 de julio de 2009          | Salt Lake City                     | Estados Unidos       | Stadium of Fire                               |
| 5 de julio de 2009          | Winnipeg                           | Canadá               | MTS Centre                                    |
| 7 de julio de 2009          | Omaha                              | Estados Unidos       | Qwest Center                                  |
| 8 de julio de 2009          | Mineápolis                         | Estados Unidos       | Target Center                                 |
| 9 de julio de 2009          | Milwaukee                          | Estados Unidos       | Bradley Center                                |
| 10 de julio de 2009         | Rosemont                           | Estados Unidos       | Allstate Arena                                |
| 11 de julio de 2009         | Rosemont                           | Estados Unidos       | Allstate Arena                                |
| 13 de julio de 2009         | Washington                         | Estados Unidos       | Capital One Arena                             |
| 14 de julio de 2009         | East Rutherford                    | Estados Unidos       | IZOD Center                                   |
| 15 de julio de 2009         | East Rutherford                    | Estados Unidos       | IZOD Center                                   |
| 17 de julio de 2009         | Boston                             | Estados Unidos       | TD Banknorth Garden                           |
| 18 de julio de 2009         | Boston                             | Estados Unidos       | TD Banknorth Garden                           |
| 19 de julio de 2009         | Uniondale                          | Estados Unidos       | Nassau Coliseum                               |
| 20 de julio de 2009         | Uniondale                          | Estados Unidos       | Nassau Coliseum                               |
| 21 de julio de 2009         | Uniondale                          | Estados Unidos       | Nassau Coliseum                               |
| 24 de julio de 2009         | Filadelfia                         | Estados Unidos       | Wachovia Center                               |
| 25 de julio de 2009         | Pittsburgh                         | Estados Unidos       | Mellon Arena                                  |
| 26 de julio de 2009         | Auburn Hills                       | Estados Unidos       | Palace of Auburn Hills                        |
| 28 de julio de 2009         | San Luis                           | Estados Unidos       | Scottrade Center                              |
| 29 de julio de 2009         | Kansas City                        | Estados Unidos       | Sprint Center                                 |
| 31 de julio de 2009         | Monterrey                          | México               | Arena Monterrey                               |
| 1 de agosto de 2009         | Las Vegas                          | Estados Unidos       | Mandalay Bay Events Center                    |
| 3 de agosto de 2009         | San José                           | Estados Unidos       | HP Pavilion at San José                       |
| 4 de agosto de 2009         | Sacramento                         | Estados Unidos       | ARCO Arena                                    |
| 5 de agosto de 2009         | Fresno                             | Estados Unidos       | Save Mart Center                              |
| 7 de agosto de 2009         | Los Ángeles                        | Estados Unidos       | Staples Center                                |
| 8 de agosto de 2009         | Los Ángeles                        | Estados Unidos       | Staples Center                                |
| 10 de agosto de 2009        | Jonas Brothers to Host and Perform | Estados Unidos       | Teen Choice Awards 2009                       |
| 11 de agosto de 2009        | Glendale                           | Estados Unidos       | Jobing.com Arena                              |
| 13 de agosto de 2009        | San Antonio                        | Estados Unidos       | AT&T Center                                   |
| 14 de agosto de 2009        | Houston                            | Estados Unidos       | Toyota Center                                 |
| 15 de agosto de 2009        | Nueva Orleans                      | Estados Unidos       | New Orleans Arena                             |
| 16 de agosto de 2009        | Birmingham                         | Estados Unidos       | BJCC                                          |
| 18 de agosto de 2009        | Tampa                              | Estados Unidos       | St. Pete Times Forum                          |
| 19 de agosto de 2009        | Sunrise                            | Estados Unidos       | BankAtlantic Center                           |
| 21 de agosto de 2009        | Charlotte                          | Estados Unidos       | Time Warner Cable Arena                       |
| 22 de agosto de 2009        | Atlanta                            | Estados Unidos       | Philips Arena                                 |
| 23 de agosto de 2009        | Lexington                          | Estados Unidos       | Rupp Arena                                    |
| 25 de agosto de 2009        | Nashville                          | Estados Unidos       | Sommet Center                                 |
| 26 de agosto de 2009        | Columbus                           | Estados Unidos       | Nationwide Arena                              |
| 27 de agosto de 2009        | Cleveland                          | Estados Unidos       | Quicken Loans Arena                           |
| 29 de agosto de 2009        | Montreal                           | Canadá               | Bell Centre                                   |
| 30 de agosto de 2009        | Toronto                            | Canadá               | Rogers Centre                                 |
| 31 de agosto de 2009        | Ottawa                             | Canadá               | Scotiabank Place                              |
| 9 de octubre de 2009        | Uncasville                         | Estados Unidos       | Mohegan Sun Arena                             |
| 10 de octubre de 2009       | Guadalajara                        | México               | Estadio 3 de Marzo                            |
| 31 de octubre de 2009       | Ciudad de México                   | México               | Foro Sol                                      |
| Centroamèrica Primera Parte |                                    |                      |                                               |
| Fecha                       | Ciudad                             | País                 | Lugar                                         |
| 25 de octubre de 2009       | Santo Domingo                      | República Dominicana | Estadio Olímpico Félix Sánchez                |
| Sudamérica Segunda Parte    |                                    |                      |                                               |
| Fecha                       | Ciudad                             | País                 | Lugar                                         |
| 27 de octubre de 2009       | Caracas                            | Venezuela            | Hipódromo La Rinconada                        |
| Centroamèrica Segunda Parte |                                    |                      |                                               |
| Fecha                       | Ciudad                             | País                 | Lugar                                         |
| 28 de octubre de 2009       | Panamá                             | Panamá               | Centro de Convenciones Figali                 |
| Europa Segunda Parte        |                                    |                      |                                               |
| Fecha                       | Ciudad                             | País                 | Lugar                                         |
| 3 de noviembre de 2009      | Milán                              | Italia               | Mediolanum Forum                              |
| 4 de noviembre de 2009      | Pésaro                             | Italia               | Adriatic Arena                                |
| 6 de noviembre de 2009      | Turín                              | Italia               | Palasport Olimpico                            |
| 7 de noviembre de 2009      | Zúrich cancelado                   | Suiza                | Hallenstadion                                 |
| 10 de noviembre de 2009     | Bilbao                             | España               | Bizkaia Arena                                 |
| 11 de noviembre de 2009     | Madrid                             | España               | Palacio de Deportes                           |
| 13 de noviembre de 2009     | Róterdam                           | Países Bajos         | Ahoy                                          |
| 14 de noviembre de 2009     | Amberes                            | Bélgica              | Sportpaleis                                   |
| 17 de noviembre de 2009     | Birmingham                         | Inglaterra           | LG Arena                                      |
| 18 de noviembre de 2009     | Newcastle upon Tyne                | Inglaterra           | Metro Radio Arena                             |
| 20 de noviembre de 2009     | Londres                            | Inglaterra           | Wembley Arena                                 |
| 21 de noviembre de 2009     | Londres                            | Inglaterra           | Wembley Arena                                 |
| 22 de noviembre de 2009     | Mánchester                         | Inglaterra           | Manchester Evening News Arena                 |
| 24 de noviembre de 2009     | Dublín                             | Irlanda              | The O2                                        |
| 26 de noviembre de 2009     | París                              | Francia              | Palais Omnisports de Paris-Bercy              |
| Centroamèrica Tercera Parte |                                    |                      |                                               |
| Fecha                       | Ciudad                             | País                 | Lugar                                         |
| 13 de diciembre de 2009     | San Juan                           | Puerto Rico          | Coliseo de Puerto Rico José Miguel Agrelot    |